# Condado de Ferrette
El Condado de Ferrette fue un condado que formaba parte del condado de Borgoña, siendo más tarde comprendido en el ducado de Alsacia, cuando fue desmembrado en 1125 del condado de Montbeliard del que dependía, para formar un condado particular, y su extensión no fue siempre la misma. En su origen constaba de los señoríos de Ferrette, Altkirch y Thann, a fines del siglo XIII fue aumentando con los señoríos de Florimont y Rougemont, en 1320 con Delle, y a últimos del siglo XIV con el de Belfort.
Cuando la Casa de Austria fue poseedor del condado agregó los señoríos de Lutter y de Masevaux y el patronato de Cernay, y el origen del nombre del condado es el castillo de Ferrette en la Alta Alsacia, más abajo del cual se construyó la pequeña ciudad del mismo nombre.
Posteriormente, Segismundo de Austria empeñó el condado de Ferrette y los demás dominios de su casa en Alsacia a Carlos el Temerario, duque de Borgoña, nombrando éste a un administrador de los dominios que se le habían empeñado, y tras la muerte de Carlos el condado volvió a la casa de Austria por el matrimonio de la hija de Carlos, María, con el archiduque Maximiliano I de Habsburgo y tomó frecuentemente el título de princeps et comes Ferretis, y su nieto Carlos I de España se llamaba algunas veces palatinus comes phirretensis.
Más tarde, por el Tratado de Westfalia fueron cedidos el condado de Ferrette y el landgraviato de Alsacia a Luis XIV de Francia, quien después premió con el primero al cardenal Mazarino, y posteriormente heredera de su nombre y bienes fue su sobrina Hortensia Mancini muerta en 1699, y en 1777 herederó el condado una descendiente suya Louise d'Aumont que se casó con Honorato IV de Mónaco, y el título de condes de Ferrette pasó nominalmente a la familia Grimaldi.

## Nombre antiguo
En los documentos antiguos se llama a Ferrete con los siguientes nombres: Phirretum, Ferreta, Phierrete, y su nombre en alemán Pfirt.

## Castillo de Ferrette
El castillo de Ferrette fue incendiado y saqueado durante la guerra de los Treinta Años por los suecos en 1632 y 1634 y por los franceses en 1635. De él quedan algunos muros y torres, la capilla de Santa Catalina y algunas casas que se levantaron a su alrededor.  El castillo, feudo, y luego condado de Ferrette, ha sido propiedad de  la casa de Scarpone, (Scarpone era una ciudad importante y sede de un condado del que no queda nada y que no estaba lejos de Dieulouard). Su hijo Louis recibió los condados de Montbeliard, Altkirch y Ferrette, y obtuvo el condado de Bar por matrimonio con Sofía de Bar.

## Condes de Ferrette
Casa de Scarponne de los condes de Bar en Alsacia-Lorena, desde 1040 el territorio y castillo de Ferrette ha sido feudo de Ludovico Scarponne, conde de Montbeliard, llamado en francés Louis de Montbeliard, el feudo ha pasado de generación por la familia hasta Ulrico II quien solo ha tenido a Juana, Condesa de Pfirt o Scaponne († 1352) quien contrayendo matrimonio en 1324 con Albrecht de Habsburgo, II duque de Austria, ha pasado el feudo y tranferencias de títulos a la Casa de Austria.
- Federico I hijo mayor de Thierri I, conde de Montbeliard, fue el primero que tomó el nombre de conde de Ferrette, pero este dominio no fue erigido en condado cuando pasó a su poder, ya que su madre Ermentrudis de Borgoña en el acta de la fundación del monasterio de Froide-Fontaine, de 1105, le llama simplemente filius meus Fredericus comes Montisbelicardi, como en una carta del mismo año en la que somete a la abadía de Cluni al priorato de Saint-Morand de Altkirch, en Alsacia solo se llama Federico hijo de Thierri conde de Montbeliard, y empezó a tomar el de conde de Ferrette desde 1125 pues en un diploma de Enrique V a la abadía de Lucelle, entre los testigos se halla Fridericus comes de Ferretis y desde entonces solo se conoce con este título nobiliario.
- Le sucedió su hijo Luis en 1144
- Le sucedió su hijo Federico en 1187
- Le sucedió su hijo Ulrico I en 1234
- Le sucedió su hijo Teobaldo en 1275
- Le sucedió su hijo Ulrico II en 1310
- Le sucedió su hija Juana de Ferrette en 1324 casada con Alberto II duque de Austria
- Le sucedió su hijo Rodolfo de Austria en 1358